# 理查德·克拉克 (帆船运动员)
理查德·克拉克（英語：Richard Clarke，1968年11月20日—），加拿大男子帆船运动员。他曾代表加拿大参加1999年泛美运动会帆船比赛，获得一枚金牌。他也曾参加1996年、2000年、2004年和2012年夏季奥运会。